# Brahmina rubetra
Brahmina rubetra är en skalbaggsart som beskrevs av Franz Faldermann 1835. Brahmina rubetra ingår i släktet Brahmina och familjen Melolonthidae. Inga underarter finns listade.